# Robert Lugar

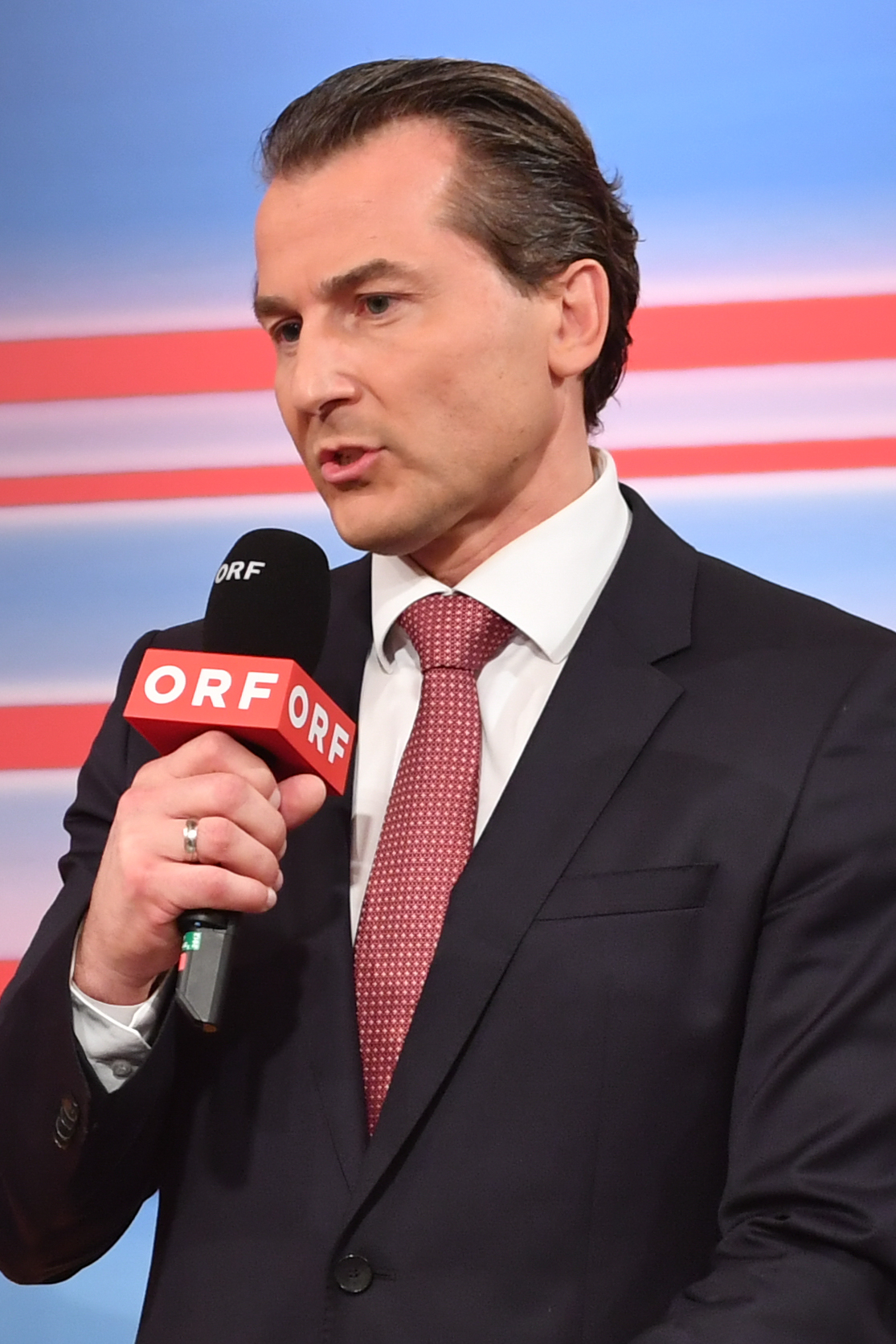
Robert Lugar (2016)

Robert Lugar (* 9. Juli 1970 in Innsbruck) ist ein österreichischer Politiker und selbständiger Unternehmer. Seine politische Karriere startete er in der FPÖ. 2008 wechselte er zum BZÖ und zog für dieses 2008 in den österreichischen Nationalrat ein, bis er 2011 austrat. 2012 wechselte er zum Team Stronach und wurde 2013 erneut als Abgeordneter in den Nationalrat gewählt, zeitweise als Klubobmann. Im August 2017 verließ er den Parlamentsklub des Teams Stronach und wechselte zurück zur FPÖ. Nach der Nationalratswahl 2019 schied er aus dem Nationalrat aus.

## Ausbildung und Beruf
Lugar besuchte von 1976 bis 1984 die Volksschule und Hauptschule in Innsbruck und im Anschluss bis 1985 den polytechnischen Lehrgang. Lugar absolvierte seine Lehre zwischen 1985 und 1989 bei den Stadtwerken Innsbruck zum Elektroinstallateur. Von 1989 bis 1990 leistete er den Präsenzdienst ab und war bis 1992 Zeitsoldat und Mitglied des Judo-Nationalteams im Bundessportzentrum Südstadt. Er war zwischen 1993 und 1999 technischer Angestellter in Baden. Ab 1995 besuchte er die berufsbegleitende Höhere Technische Bundeslehr- und Versuchsanstalt Wiener Neustadt für Elektrotechnik in Wiener Neustadt, wo er 2000 mit der Matura abschloss. Zudem studierte Lugar zwischen 2001 und 2003 Politikwissenschaften, Publizistik und Kommunikationswissenschaften, allerdings ohne Abschluss.
Lugar machte sich 1999 mit einer eigenen Firma im Bereich Wasseraufbereitung in Sooß selbständig.

## Politik
Lugar trat 1999 der FPÖ Baden bei und war ab 2000 Mitglied in deren Vorstand. 2001 wurde er zum Bezirksobmann des Ringes Freiheitlicher Wirtschaftstreibender (RFW) gewählt, 2002 wurde er Landesobmann-Stellvertreter des RFW Niederösterreich. Zudem war Lugar ab 2003 Bezirksobmann-Stellvertreter der FPÖ Baden und zwischen 2004 und 2006 für die Freiheitliche Akademie im Schulungsbereich tätig. Im Zuge der Parteispaltung der FPÖ trat Lugar zum BZÖ über und kandidierte bei der Nationalratswahl 2008 für diese Partei.
Er wurde am 28. Oktober 2008 als Abgeordneter für den Wahlkreis Niederösterreich angelobt. Im BZÖ-Parlamentsklub hatte Lugar die Funktion des Bereichssprechers für Umwelt und Wirtschaft inne. Am 14. September 2011 gab er seinen Austritt aus dem BZÖ bekannt, er verblieb jedoch als wilder Abgeordneter im Nationalrat.
Im August 2012 gab Lugar bekannt, zum Team Stronach des Industriellen Frank Stronach zu wechseln, für das er auch bei der Nationalratswahl 2013 antrat. Er war von November 2012 bis Oktober 2013 auch Klubobmann der Partei, bis er von Kathrin Nachbaur ersetzt wurde. Ab Februar 2015 war er Fraktionsführer des Teams Stronach im parlamentarischen Hypo-Untersuchungsausschuss. Von August 2015 bis August 2017 war er wieder Klubobmann, er löste damit Klubobfrau Waltraud Dietrich ab.
Für Aufsehen sorgte Lugar, als er in einer emotionalen Rede im Parlament am 16. März 2016 im Zuge der Flüchtlingskrise in Europa das Weltbild vieler Flüchtlinge abwertend mit jenem von Neandertalern verglich. Grüne und NEOS forderten daraufhin seinen Rücktritt.
Anfang August 2017 legte Lugar sein Amt als Klubobmann zurück, womit die Partei mit dem gleichzeitigen Austritt der Team-Stronach-Abgeordneten Martina Schenk nur noch über vier Abgeordnete verfügte und damit den Klubstatus im Parlament verloren hat. Lugar wurde nur zwei Tage nach seinem Austritt aus dem Team Stronach von Heinz-Christian Strache als Kandidat für die FPÖ-Bundesliste für die Nationalratswahl 2017 präsentiert. Dies erregte einiges an Aufsehen, bezeichnete Strache Lugar 2012 als „Einmal Verräter, immer Verräter“, nachdem dieser als ehemaliger FPÖ-Funktionär mit seinem Wechsel zum Team Stronach zum wiederholten Male die Partei gewechselt hatte.
Seit 2020 ist Lugar Gemeinderat in Perchtoldsdorf. 2023 wurde er Pressesprecher von Landesrat Christoph Luisser.

## Privates
Robert Lugar ist verheiratet und Vater zweier Kinder.